# A&G Girls Project Trefle
『A&G Girls Project Trefle』（エーアンドジー ガールズ プロジェクト トレフル）は、超!A&G+で2013年4月6日から2015年7月4日まで放送されていたインターネットラジオ番組。

## 概要
架空の声優マネージメント事務所「A&G Girls Project Trefle」を舞台に、チーフマネージャー、所属声優、リスナー兼マネージャーが一堂に会し、所属声優に様々な経験・レッスンを積ませるため、1時間の生放送で「マネージャー全体会議」を行う。
Trefleの楽曲を紹介しながら、アニソンガールズユニット「Trefle」としてイベント等の活動を展開していく。

### パーソナリティ
アニソンガールズユニット「Trefle」
第3回（2013年4月20日）放送にてユニット名が決定。
鹿野は毎週出演。その他メンバーは週替わりで2名が出演する。
| 名前                        | 愛称       | 個人カラー | 初登場回               |
| --------------------------- | ---------- | ---------- | ---------------------- |
| チーフマネージャー 鹿野優以 | チーフ     | 黒         | 第1回 2013年4月6日 -   |
| 石川由依                    | いっしー   | 水色       | 第1回 2013年4月6日 -   |
| 一木千洋                    | ひろち     | オレンジ   | 第1回 2013年4月6日 -   |
| 後藤友香里                  | ごとりん   | 赤         | 第1回 2013年4月6日 -   |
| 高橋未奈美                  | みーな     | 青         | 第1回 2013年4月6日 -   |
| 田上真里奈                  | タノウェイ | 紫         | 第1回 2013年4月6日 -   |
| 柏山奈々美                  | かっしー   | 黄緑       | 第57回 2014年5月3日 -  |
| 鈴木絵理                    | えりぴょん | 黄色       | 第58回 2014年5月10日 - |
| 高橋花林                    | かりりん   | ピンク     | 第59回 2014年5月17日 - |
| 高宗歩未                    | むねこ     | 緑         | 第59回 2014年5月17日 - |

### 放送時間
超!A&G+
- 2014年10月11日 - 2015年7月4日

毎週土曜日：16:00 - 17:00（リピート放送：無し）
- 2014年4月12日 - 10月4日

毎週土曜日：16:00 - 18:00（リピート放送：無し）
- 2013年4月6日 - 2014年4月5日

毎週土曜日：16:00 - 19:00（リピート放送：無し）
ニコニコ動画「セカンドショットちゃんねる」
- 2014年4月17日 - 2015年7月4日

毎週木曜日配信 - 16時台放送分のみ

### テーマソング
オープニング
- the One Step Shining Star/Trefle（第46回 - ）

エンディング
- キズナの物語/Trefle（第46回 - 第79回）
- コンディション・グリーン～緊急発進～/Trefle（柏山奈々美、鈴木絵理、高橋花林、高宗歩未）（第80回 - ）

## コーナー
コーナーに加え、毎回テーマメールが募集される。
各コーナー間の時間帯は、ふつおたや募集テーマメールを紹介する。
オープニング
挨拶、フリートーク後、当日のラインナップ、メールテーマが発表される。
熱甘!劇団トレフル
王様ゲームの要領で鹿野・trefleメンバーの中から『団長』と『劇団員』を決め、
団長の配役・演技指導の下、劇団員がリスナーから寄せられた甘いセリフを含む男女の掛け合いを演じる。
挑戦!大喜利トレフル 改
リスナーから寄せられた大喜利の回答を紹介した上で、Trefleメンバーが大喜利を回答し、リスナーと対決する。
第103回（2015年3月28日）放送分より、Trefleメンバーが回答しやすいよう、リニューアルされた。
ゲストを迎える場合は休止。
ゲストコーナー
ゲストを迎えて新譜についてトークする。
以前は、新譜トークと合わせて、番組がまとめた「調査報告書」を元に人気の秘密を探っていた。

### 過去のコーナー
課題発表
- 特訓トレフル

鹿野が教官となり、Trefleメンバーが声優としてより実践的な課題に挑戦する。
課題挑戦後、鹿野が「優」「良」「下」で評価する。「下」と評価されたメンバーは追加課題に挑戦する。
- トレフルシアター

Trefleメンバーが、生で小芝居を演じる。
鹿野がストーリーテラーとなり、動画付きのアドリブを交えながら話を進める
- 漫画リサーチ Project

Trefleメンバー1名が毎週ごと名作漫画について与えられた疑問をリサーチして発表する。
- アニソンプレゼン Project

Trefleメンバー1名が、誰も"神曲"だと認めるアニメソングを1曲ピックアップし、その曲がリリースされた時の時代背景や、流行などをプレゼンする。
チェンクロもっと普及委員会（仮）
SEGA・チェインクロニクル提供で17時台放送。このコーナー部分はSEGA公式ページにて配信される。鹿野が「チェンクロ普及委員会委員長」、メンバーが同委員としてSEGAのスマートフォン向けRPG「チェインクロニクル」普及に向け活動する。この企画でTrefleはオリジナルキャラクターの声優とゲーム主題歌を担当し、デビューアルバム「アニソン神曲＋チェンクロ」を発売した。また、コーナー第5回からはラジオドラマ「チェインクロニクル外伝 トレフルギルド物語」も放送されていた。第14回より現名称に改題。
One Of Trefle（第46回 - 第52回）
Trefleメンバーが週替わりで一人しゃべりに挑戦する、フロート企画。生放送でなく前週収録分を放送する（-プレミアムのみ生放送）
第51回でいったん終了。翌週の第52回に「One of Trefle プレミアム」として、鹿野のフロート企画を放送した。
下剋上☆チーフを越えて行け!
17時台、ゲストがいない場合に放送。Trefleメンバーと鹿野が、ゲーム対決を行う。
Trefleメンバー同士での対決で勝ち抜いたメンバーが、鹿野と対決する。
トレフルのお悩み賢人会
Trefleメンバーがそれぞれの個性を前面に出した「賢人」となり、リスナーから寄せられた悩みに答える。

## ゲスト
| 2013年度 ゲスト（第1回 - 第53回） | 2013年度 ゲスト（第1回 - 第53回） | 2013年度 ゲスト（第1回 - 第53回）                            | 2013年度 ゲスト（第1回 - 第53回） | 2013年度 ゲスト（第1回 - 第53回）                                    |
| 放送回                            | 放送日                            | ゲスト                                                       | 参加Trefle メンバー               | 備考                                                                 |
| --------------------------------- | --------------------------------- | ------------------------------------------------------------ | --------------------------------- | -------------------------------------------------------------------- |
| 第03回                            | 2013年04月20日                    | angela                                                       | 石川                              |                                                                      |
| 第04回                            | 2013年04月27日                    | 栗林みな実                                                   | 高橋                              |                                                                      |
| 第05回                            | 2013年05月04日                    | Annabel                                                      | 後藤                              | 17時台後半に放送                                                     |
| 第06回                            | 2013年05月11日                    | 春奈るな                                                     | 一木                              |                                                                      |
| 第07回                            | 2013年05月18日                    | 佐咲紗花                                                     | 田上                              |                                                                      |
| 第08回                            | 2013年05月25日                    | いとうかなこ                                                 | 石川                              |                                                                      |
| 第10回                            | 2013年06月08日                    | 橋本みゆき                                                   | 後藤                              |                                                                      |
| 第11回                            | 2013年06月15日                    | T-Pistonz+KMC                                                | 一木                              |                                                                      |
| 第12回                            | 2013年06月22日                    | 鈴木このみ                                                   | 高橋                              |                                                                      |
| 第13回                            | 2013年06月29日                    | 北原沙弥香、hie（Little Blue boX）                           | 田上                              |                                                                      |
| 第14回                            | 2013年07月06日                    | 美郷あき                                                     | 後藤                              |                                                                      |
| 第15回                            | 2013年07月13日                    | 麻生夏子                                                     | 石川                              |                                                                      |
| 第16回                            | 2013年07月20日                    | 飛蘭                                                         | 高橋                              |                                                                      |
| 第17回                            | 2013年07月27日                    | Ceui                                                         | 一木                              |                                                                      |
| 第18回                            | 2013年08月03日                    | やのあんな                                                   | 田上                              |                                                                      |
| 第19回                            | 2013年08月10日                    | 野中藍[12]                                                   | 石川、一木 後藤、高橋             | 公開生放送 Trefleメンバーへの逆ドッキリ企画を実施                    |
| 第20回                            | 2013年08月17日                    | 飯塚雅弓                                                     | 後藤                              |                                                                      |
| 第22回                            | 2013年08月31日                    | ayami                                                        | 高橋                              |                                                                      |
| 第23回                            | 2013年09月07日                    | 田中公平、田上真里奈                                         | 石川、高橋                        | 田中が音楽監督を務める舞台で主演を務める 田上もゲスト扱いで出演。    |
| 第24回                            | 2013年09月14日                    | EMERGENCY （CRAZY YU、DANCING YUKARI）                       | 石川、一木                        | EMERGENCYメンバーの「DANCING YUKARI」名義で 後藤もゲスト扱いで出演。 |
| 第25回                            | 2013年09月21日                    | 流田Project（流田豊）                                        | 後藤                              |                                                                      |
| 第26回                            | 2013年09月28日                    | アイドルマスター シンデレラガールズ （福原綾香、青木瑠璃子） | 高橋                              |                                                                      |
| 第28回                            | 2013年10月12日                    | 河野マリナ                                                   | 田上                              |                                                                      |
| 第30回                            | 2013年10月26日                    | Ray                                                          | 一木                              |                                                                      |
| 第31回                            | 2013年11月02日                    | 黒崎真音                                                     | 石川                              |                                                                      |
| 第32回                            | 2013年11月09日                    | 沢井美空                                                     | 高橋                              |                                                                      |
| 第33回                            | 2013年11月16日                    | earthmind（Erina）                                           | 後藤                              |                                                                      |
| 第34回                            | 2013年11月22日                    | 織田かおり                                                   | 田上                              |                                                                      |
| 第35回                            | 2013年11月29日                    | 結城アイラ                                                   | 高橋                              |                                                                      |
| 第36回                            | 2013年12月07日                    | canoue                                                       | 一木                              |                                                                      |
| 第37回                            | 2013年12月14日                    | marina                                                       | 石川                              |                                                                      |
| 第38回                            | 2013年12月21日                    | ChouCho                                                      | 後藤                              |                                                                      |
| 第41回                            | 2014年01月11日                    | fhána                                                        | 高橋                              |                                                                      |
| 第42回                            | 2014年01月18日                    | 橋本みゆき                                                   | 一木                              |                                                                      |
| 第43回                            | 2014年01月25日                    | 上原れな                                                     | 田上                              |                                                                      |
| 第44回                            | 2014年02月01日                    | 遠藤ゆかり                                                   | 後藤                              |                                                                      |
| 第45回                            | 2014年02月08日                    | ZAQ                                                          | 石川                              | 17時台に放送                                                         |
| 第46回                            | 2014年02月15日                    | 分島花音                                                     | 一木                              |                                                                      |
| 第47回                            | 2014年02月22日                    | みかくにんぐッ! （照井春佳、松井恵理子、吉田有里）           | 田上                              |                                                                      |
| 第49回                            | 2014年03月08日                    | 麻生夏子                                                     | 石川                              |                                                                      |
| 第50回                            | 2014年03月15日                    | T-Pistonz+KMC                                                | 一木                              |                                                                      |
| 第51回                            | 2014年03月22日                    | 榊原ゆい                                                     | 後藤                              |                                                                      |
| 第52回                            | 2014年03月29日                    | 今井麻美                                                     | 田上                              |                                                                      |
| 第53回                            | 2014年04月05日                    | 木戸衣吹                                                     | 石川                              |                                                                      |
| 2014年度 ゲスト(第54回 - ) | 2014年度 ゲスト(第54回 - ) | 2014年度 ゲスト(第54回 - )  | 2014年度 ゲスト(第54回 - ) | 2014年度 ゲスト(第54回 - ) |
| 放送回                     | 放送日                     | ゲスト                      | 備考 |                            |
| -------------------------- | -------------------------- | --------------------------- | --- | -------------------------- |
| 第61回                     | 2014年05月31日             | みみめめMIMI（ユカ）        | |                            |
| 第63回                     | 2014年06月14日             | i☆Ris（茜屋日海夏、芹澤優） | |                            |
| 第66回                     | 2014年07月05日             | 伊藤かな恵                  | |                            |
| 第69回                     | 2014年07月26日             | 米澤円                      | |                            |
| 第73回                     | 2014年08月23日             | 白石涼子                    | |                            |
| 第75回                     | 2014年09月06日             | サカノウエヨースケ          | |                            |
| 第89回                     | 2014年12月13日             | EMERGENCY                   | NEW YOUNGが鹿野に扮して進行。 鹿野は番組スタッフによってブースから締め出され、最後まで入ることが出来なかった。 後藤は「DANCING YUKARI」名義でCRAZY YUと共にゲスト扱いで出演。 |                            |

## 関連商品

### 音楽作品
| 作品名                                | 発売日         | 作品コード | 形態                   | 収録曲 | タイアップ | 備考                                                             |
| ------------------------------------- | -------------- | ---------- | ---------------------- | --- | --- | ---------------------------------------------------------------- |
| アニソン神曲+チェンクロ               | 2013年10月23日 | SSHC-1002  |                        | 1. キズナの物語 2. YOU GET TO BURNING 3. 創聖のアクエリオン 4. Fight! 5. 星間飛行 6. 空色デイズ 7. Blue Water 8. キズナの物語（インスト) | 「キズナの物語」 - スマートフォン向けRPG「チェインクロニクル」主題歌 - 超!A&G+「A&G Girls Project Trefle」エンディングテーマ |                                                                  |
| アニソン神曲プラス                    | 2014年9月26日  | SSHC-1010  | 初回限定盤 （CD＋DVD） | 1. the one step shining star 2. 青空のナミダ 3. 1/3の純情な感情 4. Angel Night〜天使のいる場所〜 5. プラチナ 6. 輪舞-revolution 7. Successful Mission 8. Butter-Fly 9. 絶対!Part2 10. コンディション・グリーン〜緊急発進〜 11. それでも明日はやってくる 12. ETERNAL WIND〜ほほえみは光る風の中〜 | 「コンディション・グリーン～緊急発進～」 - 超!A&G+「A&G Girls Project Trefle」エンディングテーマ                             | - 特典DVD「キズナの物語MV」 - 封入特典「収録アニソン歌詞ブック」 |
| アニソン神曲プラス                    | 2014年9月26日  | SSHC-1011  | 通常盤 （CD）          | 1. the one step shining star 2. 青空のナミダ 3. 1/3の純情な感情 4. Angel Night〜天使のいる場所〜 5. プラチナ 6. 輪舞-revolution 7. Successful Mission 8. Butter-Fly 9. 絶対!Part2 10. コンディション・グリーン〜緊急発進〜 11. それでも明日はやってくる 12. ETERNAL WIND〜ほほえみは光る風の中〜 | 「コンディション・グリーン～緊急発進～」 - 超!A&G+「A&G Girls Project Trefle」エンディングテーマ                             |                                                                  |
| ―春夏秋冬―＋the one step shining star | 2015年4月25日  | SSGA-1001  |                        | 1. 春夏秋冬 2. the one step shining star | 「the one step shining star」 - 超!A&G+「A&G Girls Project Trefle」オープニングテーマ                                        | Trefle Meeting Project 3 開催記念CD ゲーマーズ専売               |

### 映像作品
- TrefleメジャーデビューメモリアルDVD　（発売日：2015年9月18日　作品コード：SSGA-1020）

## イベント
- 横浜開港記念みなと祭「ヨコハマ カワイイパークJ－Pop Culture Festival2013」（2013年5月5日、山下公園）
- A&Gオールスター トーク&サイン会（2013年10月20日、パシフィコ横浜 国立大ホールロビー特設ステージ）
- デビューCD発売記念イベント（2013年10月27日、文化放送）
- セガネットワークス ファン感謝祭 2013「『チェインクロニクル』チェンクロもっと普及委員会(仮)番外編」（2013年12月28日、秋葉原UDX アキバ・スクエア）
- アニソンコスプレアドベンチャー vol.6（2014年9月10日、HIT STUDIO TOKYO、出演：鹿野・高宗[注 1]）
- Trefle/「アニソン神曲プラス」発売記念イベント（2014年9月28日、ゲーマーズAKIHABARA、出演：鹿野・石川・一木・後藤・田上・高橋花・高宗）
- Trefle「神曲プラス」発売記念ブロマイドお渡し会（2014年9月28日、SHIBUYA TSUTAYA 、出演：鹿野・石川・一木・後藤・田上・柏山・高橋花・高宗）
- Trefle「アニソン神曲プラス」記念イベント（2014年9月28日、書泉ブックタワー、出演：鹿野・石川・一木・後藤・田上・高橋花・高宗）
- アニソンコスプレアドベンチャー vol.7（2014年10月4日、HIT STUDIO TOKYO、出演：石川・田上・柏山）
- アニソンコスプレアドベンチャー2014 FINAL（2015年1月12日、J-SQUARE、出演：石川・一木・柏山）

公開放送
- A&G Girls Project Trefle 公開生放送（2013年8月10日、文化放送サテライトプラス、 出演:鹿野・石川・一木・後藤・高橋未)
- A&G Girls Project Trefle 公開生放送（2014年7月12日、文化放送メディアプラスホール、出演：鹿野・一木・田上・柏山・高橋花）
- A&G Girls Project Trefle 公開生放送（2014年7月19日、文化放送メディアプラスホール、出演：後藤・石川・高橋未・鈴木・高宗）

Trefle単独イベント
- Trefle Meeting Project-1（2013年9月1日、文化放送メディアプラスホール） - 昼夜2回公演
- Trefle Meeting Project-2（2014年2月9日、代官山LOOP） - 昼夜2回公演
- Trefle Meeting Project-3 前哨戦（2015年5月10日、ニッショーホール）
- Trefle Meeting Project-3 本戦（2015年5月10日、ニッショーホール）